# It's Happy Line
It's Happy Line è un brano musicale della cantante giapponese Yui, pubblicato come suo primo singolo il 24 dicembre 2004. Il brano è incluso nell'album My Short Stories.

## Tracce
CD Singolo
1. It's happy line - 3:20
2. I know - 3:05